# 郑真 (洪武举人)
郑真（？—？），字千之，號滎陽外史。浙江鄞县人，明朝初年文学家、史学家，明太祖洪武年间在世。

## 生平
郑真精通前代典籍，尤其擅长研究《春秋》。吴澄曾经用治道十二事策问郑真，其引经据典对答如流。与兄郑驹弟郑凤一起以文学齐名，郑真尤其擅长古文。明朝初年时，郑真与宋濂以文名于当世。二人曾经一起作《裴中著存堂记》，郑真先成篇，宋濂就此擱筆。
洪武四年（1371年），郑真高中浙江乡试第一，被授予临淮县教谕之职，不久擢升为广信府教授。

## 著作
郑真曾搜集各家格言，分别以集传、集说、集论编著。代表著作有《荥阳外史集》七十卷，为重要文献，《四库全书总目》和《四明文献录》都有收录，并行于世。

## 參看
- 明朝解元列表